# 16700 Seiwa
16700 Seiwa è un asteroide della fascia principale. Scoperto nel 1995, presenta un'orbita caratterizzata da un semiasse maggiore pari a 2,2723067 UA e da un'eccentricità di 0,0682840, inclinata di 3,82442° rispetto all'eclittica.